# Радіо Молдова (міжнародне)
Радіо Молдова Міжнародний — Radio Moldova Internațional (RMI) є зовнішньою сервісної станції Радіо Молдова Заснована в 1992, RMI призначена безпосередньо інформувати громадськість про політичних реалій, економічних, соціальних і культурних Молдова RMI виданих Інтернет з понеділка по п'ятницю публіцист інформаційні програми 30 хвилин, мов англійська, французька, іспанська румунська та російська.